# 兰策
兰策是德国石勒苏益格－荷尔斯泰因州的一个市镇。总面积9.05平方公里，总人口396人，其中男性205人，女性191人（2011年12月31日），人口密度44人/平方公里。